# Hans Lagerberg
Hans Olof Lagerberg, född 11 december 1943 i Örebro, är en svensk författare.
Hans Lagerberg är en etablerad arbetarförfattare. Han har skrivit ett antal romaner samt historisk facklitteratur, bland annat biografier över Ivar Lo-Johansson, Eyvind Johnson, Hinke Bergegren och Per Meurling. Han studerade på Stockholms universitet. Han debuterade som författare 1969 med Vråkens flykt och återkomst. Han ingick i Författargruppen Fyrskift, som 1990 fick Ivar Lo-priset.  
År 2004 fick han ytterligare en gång Ivar Lo-priset och 2007 nominerades hans bok Lärarna – om utövarna av en svår konst till Augustpriset i kategorin årets fackbok. Han har under ett antal år medverkat på skrivarkurser på Jakobsbergs folkhögskola.

## Priser och utmärkelser
- 2000 – Ivar Lo-priset (som medlem i författargruppen Fyrskift)
- 2004 – Ivar Lo-priset